# Maftūl
El maftūl (en Palestina y Jordania, مفتول) o maġribíe (en Líbano y Siria, مغربية) es una pasta hecha de trigo duro y con forma de pequeñas bolitas, que se usa como ingrediente de varios platos tradicionales de la cocina levantina. Tiene su origen en el cuscús del Magreb, de ahí su nombre, aunque el maftūl o maġribíe es un poco más grande. Además, el cuscús magrebí tiene la consideración de alimento básico y diario, mientras que su contraparte levantina tan solo es un alimento complementario o reservado a fiestas y eventos. Una versión israelí es el ptitim.
Esta pasta se compra en paquetes o se elabora de forma casera, típicamente con harina de trigo duro. En Líbano se come con pollo, cordero o ternera y se considera un plato festivo. En cambio en Palestina es más cotidiano y se consume en un plato denominado maftulíe. En Jordania, el maftūl es aún más grande, parecido al berkūks.

## Etimología
Maftūl (en árabe: مَفْتُول‎) es el participio pasivo del verbo fatala (‘torcer, doblar’), y hace referencia a la forma de hacer las bolitas, frotando o enrollando fuertemente la pasta entre las palmas de las manos. También es transliterado como maftoul. 
Maġribíe (en árabe: مَغْرِبِيَّة‎) significa ‘magrebí’, haciendo referencia al origen del cuscús. En el habla árabe levantina, lo normal es que la ة final (el sufijo -a) se pronuncie como -e (/maɣ.ri.bij.je/), de ahí la terminación. También es transliterado como moghrabié o moghrabieh. 

## Historia
Maccarone era como se llamaba a la pasta seca en el siglo XV en Sicilia y, desde esa época, estas pequeñas esferas fueron una de las formas en que se hacía. En Siria el moghrabieh se conoce como maghribiyya, donde pasó a denominar también un plato. Se conoce como maftūl en Palestina, donde es muy popular y se prepara y se sirve como en Líbano. En Israel, existe una variante llamada ptitim, o cuscús israelí, de tamaño más pequeño y servido como guarnición. En Túnez se le llama muhamma y en Argelia burkuki. En algunas ocasiones puede encontrarse en platos de la cocina marroquí.  En México se conoce a esta pasta como sopa de munición, y en España maravilla. Aunque en ambos lugares se prepara de manera muy distinta a la del medio oriente. A veces es etiquetado en Occidente como «cuscús gigante».

## Preparación
Los granos de trigo se muelen hasta hacer sémola o harina gruesa. Con esto y gotas de agua se forma el maftul, frotando las palmas de las manos hasta que queden pequeñas bolitas de masa. Se empieza con una pequeña cantidad y se va agregando más harina y agua poco a poco, mientras el movimiento de manos no cesa. Se usa un tamiz para filtrar las bolitas que han quedado demasiado grandes. Se seca al sol para conservarlo, o bien se procede a cocinar directamente. 
El maftul se engrasa con samne (una mantequilla clarificada consumida en esta zona). Los guisos que se preparan con maftul también se denominan así. Suelen ser platos de carnes y verduras cocidas y especiadas. Una vez cocinadas, alcanzan unos 6 mm de diámetro (del tamaño de un garbanzo pequeño). La preparación de estos granos es mediante cocción lenta en un caldo (durante casi 20 a 25 minutos). Otros ingredientes imprescindibles de este plato son garbanzos, cebolla frita y comino, los demás ingredientes varían de una región a otra. En algunas puede llevar pollo en otras se prepara con jitomate. Como es un plato económico y sabroso tiene muchas variantes. Muchos platos se preparan con la maghrebiyya, en especial aquellos que son servidos con carne de pollo a la que se suele acompañar con otras carnes, generalmente vaca o cordero, y una salsa especial a base de comino, alcaravea y canela.